# Bačko Petrovo Selo
Bačko Petrovo Selo (cyr. Бачко Петрово Село) – wieś w Serbii, w Wojwodinie, w okręgu południowobackim, w gminie Bečej. W 2011 roku liczyła 6350 mieszkańców.